# Teorema di esistenza del limite di successioni monotone
Il teorema di esistenza del limite di successioni monotone è un teorema di analisi matematica che asserisce che ogni successione monotona di numeri reali ha un limite.

## Enunciato
Il teorema afferma che una successione monotona {\displaystyle \{a_{n}\}} di numeri reali converge sempre ad un limite {\displaystyle a}; più precisamente, il limite di una successione crescente è il suo estremo superiore, mentre il limite di una successione decrescente è il suo estremo inferiore.
Tale limite è finito se e solo se {\displaystyle \{a_{n}\}} è limitata.

## Esempi
La successione {\displaystyle a_{n}=1/n}:
{\displaystyle 1,{\frac {1}{2}},{\frac {1}{3}},{\frac {1}{4}},\ldots }
è monotona decrescente e costituita da componenti positive e converge al limite:
{\displaystyle a=\inf\{a_{n}\}=0}
La successione {\displaystyle a_{n}=n}:
{\displaystyle 1,2,3,\ldots \,\!}
è invece monotona crescente e non limitata, perciò diverge a infinito:
{\displaystyle a=\sup\{a_{n}\}=+\infty }

## Dimostrazione
Supponiamo la successione {\displaystyle \{a_{n}\}} sia monotona crescente.
Se la successione è illimitata, allora per ogni {\displaystyle x} esiste un {\displaystyle N\in \mathbb {N} } tale che {\displaystyle a_{N}>x}; di conseguenza, per la monotonia, {\displaystyle a_{n}>x} per ogni {\displaystyle n>N}. Per definizione, allora, il limite di {\displaystyle \{a_{n}\}} è infinito.
Se la successione è limitata, sia {\displaystyle a} il suo estremo superiore. Per definizione di estremo superiore, per ogni {\displaystyle \epsilon >0} esiste un {\displaystyle N\in \mathbb {N} } tale che {\displaystyle a_{N}>a-\epsilon }; di conseguenza, {\displaystyle a_{n}>a-\epsilon } per ogni {\displaystyle n>N}. Per definizione di limite, {\displaystyle a} è il limite di {\displaystyle \{a_{n}\}}.
Nel caso in cui {\displaystyle \{a_{n}\}} sia monotona decrescente si può procedere allo stesso modo, oppure applicare il caso delle successioni crescenti alla successione {\displaystyle \{-a_{n}\}} e poi applicare le proprietà dei limiti.